# Maison de Habsbourg-Iturbide
La Maison de Habsbourg-Iturbide est une branche de la Maison de Iturbide, issue de l'empereur Augustin Ier et née le  13 septembre 1865 de l'adoption des petits-fils de ce dernier, Agustín de Iturbide y Green et Salvador de Iturbide y Marzán,, par l'empereur Maximilien Ier, lui-même membre de la Maison de Habsbourg-Lorraine.

## Antécédents

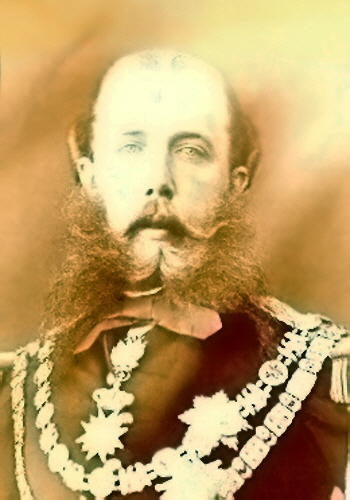
L'empereur Maximilien, fondateur de la branche de Habsbourg-Iturbide.

Après la Guerre de Réforme, une commission mexicaine conduite par José María Gutiérrez Estrada se rend à Miramar, la résidence de l'archiduc Maximilien pour l'inviter à occuper le trône du Mexique. L'archiduc pose comme condition l'organisation d'un plébiscite lui apportant le soutien du peuple mexicain. Il accepte finalement la couronne en avril 1864 et confie, jusqu'à son arrivée, la régence à Juan Nepomuceno Almonte. À l'origine de cet empire mexicain se trouvent des exilés conservateurs mexicains en Europe qui souhaitaient installer au Mexique un souverain européen catholique et conservateur. José-Manuel Hidalgo y Esnaurrizar, l'un d'entre eux, fit la connaissance de l'impératrice Eugénie et réussit à l'intéresser à sa cause. Napoléon III, qui avait déjà son idée chercha et trouva, après avoir essuyé le refus d'autres princes, l'archiduc Maximilien de Habsbourg-Lorraine qui venait de refuser d'être roi de Grèce. Après avoir hésité longtemps et encouragé par sa femme Charlotte, celui-ci accepta de devenir empereur du Mexique.
Maximilien arriva au Mexique le 28 mai 1864 par le port de Veracruz. Il s'installa avec son épouse Charlotte dans le palais de Chapultepec sur une colline dans la banlieue de Mexico. Ce palais était autrefois utilisé par les Aztèques avant d'être transformé en académie militaire. Maximilien demanda que l'on trace une avenue du Château de Chapultepec jusqu'au centre de la capitale, devenue plus tard le Paseo de la Reforma. Maximilien commença à gouverner le 12 juin. Il s'efforçait de défendre les intérêts français, oscillant entre les libéraux et les républicains, mais sans parvenir à exercer vraiment une domination sur le Mexique. Les mesures prises par son gouvernement ne s'appliquaient qu'aux parties du territoire contrôlées par les garnisons françaises. Ses difficultés avec le maréchal français François Achille Bazaine eurent pour conséquences que les troupes de Napoléon III (menacées par la Prusse en Europe) se retirèrent avant le temps prévu dans la Convention de Miramar. Les libéraux et les républicains, menés par Benito Juárez, purent alors s'opposer ouvertement à Maximilien.
En juin 1867, l’empereur Maximilien, qui, se considérant mexicain envers et contre tous et se croyant capable de maintenir l'Empire sans aide étrangère, avait refusé d’abdiquer, se réfugia dans Santiago de Querétaro. Bientôt cerné par les juaristes, il se rendit. Il pensait naïvement qu’il aurait le droit d’être conduit à Veracruz et rembarqué sur le premier navire en partance pour l’Europe. Tout au contraire, il fut fait prisonnier et condamné à mort. Le 19 juin 1867, à Santiago de Querétaro, il fut exécuté avec ses généraux Miramón et Mejía.

### Régence de l'empire (1863-1864)
Se prononça le 10 juillet de 1863 sur les questions de gouvernement
- La nation mexicaine adopte pour forme de gouvernement la monarchie tempérée et héréditaire, sous un prince catholique.
- Le souverain prendra le titre de l'empereur du Mexique.
- La couronne impériale sera offerte à S.A.I. le prince Ferdinand-Maximilien, archiduc d'Autriche pour lui et ses descendants
- Dans le cas où, par des circonstances qu'on ne peut prévoir, l'archiduc Ferdinand-Maximilien ne prendrait pas possession du trône qui lui est offert, la nation mexicaine s'en remet à la bienveillance de S.M. Napoléon III, empereur des Français, pour qu'il désigne un autre prince catholique à qui la couronne sera offerte.

### Membres de la commission mexicaine
Les membres de la commission mexicaine qui ont été envoyés à Miramar pour inviter Maximilien à occuper le trône du Mexique.
1. José María Gutiérrez Estrada
2. José Manuel Hidalgo
3. Ignacio Aguilar y Marocho
4. Francisco Javier Miranda
5. Joaquín Velázquez de León
6. Adrián Woll
7. Tomás Murphy
8. Antonio Escandón
9. Antonio Suárez Peredo
10. José Maria de Landa
11. Angel Iglesias y Domínguez